# Caridina typus
Caridina typus е вид десетоного от семейство Atyidae. Видът не е застрашен от изчезване.

## Разпространение и местообитание
Разпространен е в Австралия (Куинсланд), Индия (Андамански острови), Индонезия (Малки Зондски острови и Сулавеси), Мавриций, Мадагаскар, Малайзия (Западна Малайзия и Сабах), Реюнион, Самоа, Сейшели, Филипини, Шри Ланка, Южна Африка и Япония (Кюшу).
Обитава сладководни басейни, реки и потоци.